# Colposcenia conspurcata
Colposcenia conspurcata är en insektsart som beskrevs av Loginova 1960. Colposcenia conspurcata ingår i släktet Colposcenia och familjen rundbladloppor. Inga underarter finns listade i Catalogue of Life.